# 帕蒂亞 (考卡省)
帕蒂亞是哥倫比亞的城鎮，位於該國西南部，由考卡省負責管轄，距離首府波帕揚約82公里，始建於1824年10月22日，面積723平方公里，海拔高度910米，2005年人口33,195。
2°10′N 77°05′W / 2.167°N 77.083°W